# Patti Scialfa

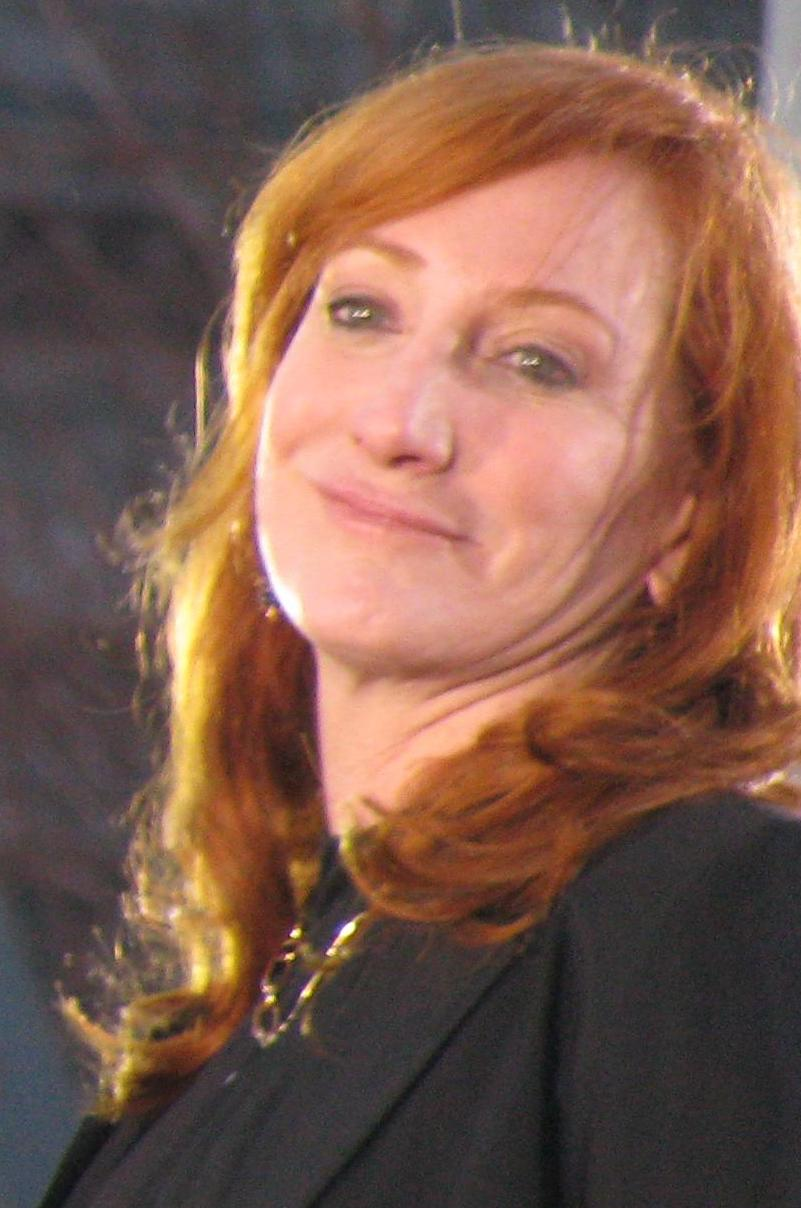
Patti Scialfa, 2008

Vivienne Patricia „Patti“ Scialfa (* 29. Juli 1953 in Long Branch, New Jersey) ist eine US-amerikanische Sängerin. Ihr Musikstil wird dem amerikanischen Roots Rock zugerechnet.

## Biografie
Patti Scialfa ist seit 1991 die Ehefrau von Bruce Springsteen und bekannt als Background-Sängerin der E Street Band, in der sie auch Synthesizer und akustische Gitarre spielte. Sie leben in Colts Neck und haben drei Kinder, darunter die Springreiterin Jessica Springsteen. Scialfa ist seit 2023 selten bei Livekonzerten anwesend.
Scialfa begann ihre Karriere als Background- und Studiosängerin für diverse Rock-Acts, darunter David Johansen, die Rolling Stones und Southside Johnny & the Asbury Jukes. Bevor sie 1984 zur E Street Band stieß, hatte Scialfa bei Columbia Records einen Plattenvertrag unterschrieben.
Bedingt durch ihre Arbeit mit der E Street Band und ihrer Hochzeit mit Springsteen erschien ihr Debütalbum Rumble Doll erst 1993. Alle Songs darauf wurden von ihr selbst geschrieben. Das Album, das von Mike Campbell, einem Mitglied von Tom Petty & the Heartbreakers, produziert wurde, erntete bei den Kritikern teilweise Lob, fand jedoch kaum Beachtung.
2004 erschien der Nachfolger 23rd Street Lullaby. Produziert wurde das zweite Album von Steve Jordan, der bereits mit Keith Richards zusammengearbeitet hatte. Neben Springsteen wirkten auch Nils Lofgren an der Gitarre sowie Soozie Tyrell (Gesang, Violine) auf dem Album mit, beides Mitglieder der E Street Band. Das Album erhielt überwiegend gute Kritiken, beispielsweise im deutschen Rolling Stone. 2007 erschien ihr drittes Album Play It as It Lays, wiederum produziert von Steve Jordan.

## Diskografie

### Studioalben
- 1993: Rumble Doll
- 2004: 23rd Street Lullaby
- 2007: Play It as It Lays

### Single
- 1993: As Long As I Can Be With You